# Piper nitidulum
Piper nitidulum är en pepparväxtart som beskrevs av Philipp Filip Maximilian Opiz. Piper nitidulum ingår i släktet Piper och familjen pepparväxter. Inga underarter finns listade i Catalogue of Life.